# Aleksandar Kozlina
Aleksandar Kozlina, né le 20 décembre 1938 à Skrad en Yougoslavie, et mort le 10 avril 2013, est un footballeur international yougoslave.

## Biographie
Lors du tournoi olympique de 1960, il joue contre la Bulgarie et l'Italie.

## Palmarès
- Champion olympique en 1960 à Rome